# Bácsalmás
Bácsalmás (in serbo  Аљмаш, Aljmaš, in tedesco Almasch) è una città dell'Ungheria situata nella contea di Bács-Kiskun, nell'Ungheria meridionale di 7.045 abitanti (dato 2009), vicino al confine con la Serbia.

## Storia
Nel medio evo la regione divenne sotto il controllo dei Magiari, che assorbì gli Slavi e gli Avari, come testimoniano scavi archeologici effettuati nel territorio. Nel XV secolo fu dominata da János Hunyadi. La città è menzionata per la prima volta in un documento ufficiale nel 1543. Con l'invasione da parte dell'Impero ottomano la popolazione fu sostituita da croati e bosniaci. A seguito della Battaglia di Zenta la città passò sotto il dominio asburgico e fece parte del Confine Militare, la provincia che segnava il confine coi turchi. Nel 1772 ricevette un Polittico scritto in croato che rifletteva la maggioranza etnica. Un decennio dopo si stabilirono diverse famiglie tedesche che costituirono l'etnia prevalente della città fino alla seconda guerra mondiale.
A partire dal XIX secolo si evidenziò uno sviluppo della viticoltura, esportata anche in Austria e in Boemia e, con la costruzione delle prime ferrovie, divenne un importante nodo ferroviario.
Nel 1941 la popolazione era di 13.000 abitanti, due terzi dei quali di origine tedesca (Svevi del Danubio) che vennero in gran parte espulsi dopo la guerra e sostituiti da ungheresi provenienti dalla Slovacchia. Ottenne lo status di città nel 1986, quando aveva una popolazione di poco superiore agli 8.000 abitanti. Con la caduta del comunismo diverse fabbriche chiusero e anche il settore agricolo, in seguito privatizzato, risentì della crisi contribuendo ad un ulteriore spopolamento. 

## Società

### Evoluzione demografica
Secondo i dati del censimento 2001 il 93,5% degli abitanti è di etnia ungherese, il 3,0% di etnia tedesca